# Johannes Brandrup
Johannes Brandrup (Frankfurt am Main, NSZK, 1967. január 7. ) német színész.
Karrierje 1990-ben kezdődött kisebb színházi szerepekkel. Legismertebb szerepe a Cobra 11 című sorozatban Frank Stolte bűnügyi felügyelő.

## Filmszerepei
| Év   | Magyar cím                                            | Eredeti cím                                   | Szerep                | Magyar hangja     |
| ---- | ----------------------------------------------------- | --------------------------------------------- | --------------------- | ----------------- |
| 2017 | Cobra 11                                              | Alarm für Cobra 11- Die Autobahnpolizei       | Frank Stolte          |                   |
| 2007 |                                                       | Tarragona - Ein Paradies in Flammen           | Andreas Braun         |                   |
| 2006 |                                                       | Mafalda di Savoia                             | Filippo d'Assia       |                   |
| 2006 |                                                       | I Figli strappati                             | Alex von Stauffenberg |                   |
| 2005 | Péter, a kőszikla                                     | San Pietro                                    | Jézus                 | Széles Tamás      |
| 2004 | A határokon túl                                       | Al di lá delle frontiere                      | Hans Wiedemann        |                   |
| 2004 |                                                       | Liebe in der Warteschleife                    | Thomas                |                   |
| 2003 |                                                       | Rosamunde Pilcher - Gewissheit des Herzens    | Richard               |                   |
| 2001 | Kereszteslovagok                                      | Crociati                                      | Richard               |                   |
| 2000 | A Biblia - Szent Pál                                  | San Paolo                                     | Pál                   |                   |
| 2000 | L' Ultimo sogno                                       |                                               |                       |                   |
| 1999 | Álom és szerelem – Rosamunde Pilcher: Kétségek között | Rosamunde Pilcher – Klippen der Liebe         | Ben Hoadey            |                   |
| 1998 |                                                       | 36 Stunden Angst                              | Michael Steiger       |                   |
| 1997 | Terror a szerelem nevében                             | Terror im Namen der Liebe                     | Gregor Jacobsen       |                   |
| 1996 | Cobra 11                                              | Alarm für Cobra 11-Die Autobahnpolizei        | Frank Stolte          | Haás Vander Péter |
| 1996 | Gátlástalanul                                         | Sünde einer Nacht                             | Roger Seifert         |                   |
| 1995 | Hogyan fogjunk magunknak főnököt?                     | Girl Friday                                   |                       |                   |
| 1995 |                                                       | Die Versuchung - Der Priester und das Mädchen | Christian Röhmer      |                   |